# Uzair Paracha
Uzair Paracha (Karachi, 7 de janeiro de 1980) é um paquistanês-americano condenado por fornecer apoio material à al-Qaeda por um tribunal na cidade de Nova York em 2005. Ele recebeu uma sentença de 30 anos de prisão que foi anulada em 3 de julho de 2018.

## Início da vida
Uzair Paracha nasceu no Paquistão em 7 de janeiro de 1980, filho de Saifullah Paracha, um cidadão do
Paquistão atualmente detido pelos Estados Unidos no campo de detenção de Guantánamo, em Cuba. Sua mãe, Farhat Paracha, estudou para um mestrado em sociologia na Universidade de Nova York. Ele possui três irmãos: Muneeza, Mustafa e Zahra.
Paracha frequentou a escola Rainbow Montessori no Brooklyn em algum momento antes dos 5 anos. Na adolescência ele frequentou a BVS Parsi High School, uma prestigiada escola para garotos em Karachi, no Paquistão, onde era conhecido como "hambúrguer" - uma gíria dos anos 90 para crianças paquistanesas ocidentalizadas e ricas. Segundo disse um antigo colega de escola de Uzair: “Eu lembro que ele tinha amigos que eram garotas e talvez uma namorada. Em uma escola de meninos de classe média, isso foi uma inspiração e uma conquista!
Ele e seus irmãos obtiveral residência permanente nos EUA devido a seus pais, e passaram a viajar regularmente para os EUA. Paracha posteriormente obteve uma licenciatura em administração de empresas pelo IBA (Instituto de Administração de Empresas), Karachi, em 2002.
Após a faculdade, Uzair passou a trabalhar no escritório de seu pai em Karachi. Durante esse período ele pretendia viajar para Nova York para comercializar Cliftonia para expatriados paquistaneses-americanos. Quando um associado de Khalid Sheikh Mohammed soube que Uzair estava indo para os Estados Unidos, ele pediu sua ajuda para resolver a papelada do status de residência de um imigrante paquistanês nos EUA.

## Prisão e condenação
No momento da prisão em março de 2003, ele era um residente permanente dos Estados Unidos. Ele foi inicialmente detido como uma testemunha material na investigação contra a Al-Qaeda após os ataques de 11 de setembro.
Em agosto de 2003, Uzair foi acusado de fornecer apoio material a uma organização terrorista e de sua assistência a Majid Khan - que, segundo o governo, Uzair sabia que era um associado da Al Qaeda. Ele ficou detido no Centro Correcional Metropolitano de Nova York por dois anos e meio até que seu julgamento finalmente começasse. Na maior parte do tempo ele ficou em confinamento solitário.
No outono de 2003, Uzair recebeu uma barganha judicial de cinco a oito anos de prisão, se ele se declarasse culpado. Mas ele recusou. Em dezembro de 2003, ele foi colocado em uma forma extrema de confinamento solitário. Um relatório descreveu essas medidas como “o canto mais escuro do sistema penitenciário federal dos EUA, combinando a brutalidade e o isolamento de unidades de segurança máxima com restrições adicionais que negam aos indivíduos quase qualquer conexão com o mundo humano”.
Uzair acreditava que isso era uma manobra para coagi-lo a aceitar o acordo. Seus advogados o instruiram a aceita-lo. Seus parentes, que acreditavam em sua inocência, concordaram, implorando para que ele aceitasse a barganha. Mas Uzair foi inflexível. Um parente disse acreditar que o tratamento cruel imposto a Uzair tornou impossível para ele tomar decisões racionais.
Em seu julgamento, que finalmente começou em novembro de 2005, a defesa de Uzair baseou-se na alegação de que, embora ele tentasse ajudar Majid Khan a obter documentos para permitir que ele entrasse nos EUA, ele não percebeu que Khan era um terrorista da Al Qaeda e nem que ele estava planejando um ataque aos EUA.
Em 23 de novembro de 2005, Uzair foi considerado culpado de fornecer ajuda material e apoio financeiro aos terroristas da Al Qaeda. Em 20 de julho de 2006, ele foi condenado a 30 anos de prisão.
Ele estava cumprindo sua sentença na FCI Terre Haute até que sua condenação fosse considerada nula.

## Sentença anulada
Mais de 15 anos após sua prisão, a condenação de Uzair foi considerada nula em 3 de julho de 2018 pelo juiz Sidney H. Stein com base em evidências que surgiram desde que ele foi condenado. Essas evidências incluem declarações recém-desclassificadas de Ammar al-Baluchi, Khalid Sheikh Mohammed e Majid Khan. Estas declarações lançam dúvidas sobre a alegação, feita pela acusação no caso original, de que Uzair sabia que ele estava ajudando um membro da Al Qaeda. Em sua declaração de concessão da moção, o juiz Stein, que supervisionou o julgamento original de Paracha e impôs sua sentença, chamou o caso de "injustiça manifesta" e escreveu: “A Corte conclui que a evidência material recém-descoberta produziria um julgamento fundamentalmente diferente e provavelmente criaria uma dúvida razoável” sobre a culpa de Uzair.

## Vida na prisão
Nos anos desde a sua condenação, o encarceramento e confinamento solitário o deixou com claustrofobia e a visão deteriorada. Sua família afirma que ele se tornou bastante devoto na prisão. Ele memorizou o Alcorão, estudou árabe e leu todos os livros islâmicos na biblioteca da prisão - segundo ele, mais de 50.000 páginas sobre tudo, desde a jurisprudência islâmica até as ciências do Alcorão. Ele também lia a revista The Economist e ocasionalmente recebe cópias de um jornal paquistanês. Em 2017 ele autopublicou um livro que relata a história econômica dos EUA e explora as causas da recessão.
Uzair abordou seu encarceramento como uma forma de aprendizado. Ele afirma que não se arrepende da decisão de recusar o acordo judicial. Ao The Guardian ele escreveu: “Às vezes a perda é difícil de suportar, mas outras vezes tenho que me lembrar de que essa é a vontade de Deus e me beneficiei muito do tempo que passei na prisão”. Ele também disse que a experiência do encarceramento, segundo ele, “tem sido uma lição de humildade, paciência, confiança em Allah e outras lições importantes da vida”.

## Encarceramento
Uzair foi detido inicialmente no notoriamente sombrio Metropolitan Correctional Center em Nova York por dois anos e meio até que seu julgamento finalmente começasse. Na maior parte do tempo, segundo ele, ele ficou em confinamento solitário. Ele também ficou detido em ADX Florence, no Colorado - uma prisão de segurança supermáxima dos EUA - e, em seguida, na FCI Terre Haute, em Indiana.
Desde a anulação do seu julgamento, Uzair está novamente detido no Metropolitan Correctional Center, em Nova York, e foi inicialmente colocado em confinamento solitário, onde começou todos esses anos atrás.